# Ларс Б'єннес
Ларс Б'єннес (норв. Lars Bjønness, 27 липня 1963) — норвезький академічний веслувальник.
Срібний призер Олімпійських Ігор 1988, 1992 років у складі парної четвірки, учасник 1984 року.
Чемпіон світу 1989, 1994 років у складі парної двійки, срібний призер 1987 (парні четвірки), 1993 (парні двійки) років.